# Хюлет-Пакард
 Тази статия е за компанията.  За другото значение на hp вижте конска сила.  
Hewlett-Packard Company (HP), произнася се Хюлет-Пакард (Ейч Пи) е една от най-големите световни корпорации в сферата на информационните технологии, известна със своите принтери, персонални компютри и сървъри. През 2007 г.  HP е четвъртият по големина доставчик на хардуер и услуги в областта на информационните технологии с обем на продажбите в този сектор от 13,84 милиарда евро и общ обем на продажбите от 69,05 милиарда евро (2006).
Компанията е основана през 1939 г. от Бил Хюлет и Дейв Пакард. Корпоративното седалище се намира в Пало Алто, Калифорния, САЩ. Президент и главен изпълнителен директор е Маргарит (Мег) Уитман.
През 2002 г. придобива Compaq в сделка на стойност 25 млрд. долара.
През 2015 се разделя на две нови компании – HP Inc. и Hewlett Packard Enterprise. Първата наследява бизнеса по производство на персонални компютри и принтери. Неин ръководител е Дион Уайзлър, който преди разделянето е бил начело на поделението „Printing and Personal Systems“. Hewlett Packard Enterprise предлага корпоративни IT системи. Компанията се управлява от досегашния главен изпълнителен директор на HP – Мег Уитман.

## Hewlett-Packard в България
Hewlett-Packard България ЕООД (дъщерна фирма на Hewlett-Packard) е една от големите компании в българския IT сектор. Първият офис на Hewlett-Packard в България е отворен на 1 януари 1998 г., а през 2006 г. в София е създаден Глобален център за услуги за Европа, Средният Изток и Африка, в който работят над 4000 служители. Центърът е създаден със съдействието на Саша Безуханова. Дейностите, извършвани в центъра в София, могат най-общо да бъдат разделени на 3 групи:
- IT Outsourcing – осигурява дистанционни инфраструктурни мениджмънт услуги за Windows, UX, Storage (SAN), database, Network, Information Security и Mainframe технологии. Тази организация е част от направлението HP Enterprise Services и работи изцяло за корпоративния пазар.
- Global Solution Center – отговаря за клиенти от Швейцария, Австрия и Германия. Екип от професионалисти осъществява дистанционно диагностициране на проблеми и осигурява решения за корпоративни клиенти.
- Cross-functional/ back office – подпомага основните дейности, осъществявани от HP, като администрация, управление на човешки ресурси, анализи, снабдяване (Global Parts Supply Chain) и управление на проекти (Project Management), внедряване или оптимизиране на IT процеси в контекста на ITIL (IT Information Library) и ITSM (IT Service Management) и други.